# Oude IJsselstreek
Oude IJsselstreek ist eine Gemeinde in der niederländischen Provinz Gelderland. Sie entstand am 1. Januar 2005 aus den Gemeinden Gendringen und Wisch. Die neue Gemeinde hat eine Gesamtfläche von 137,95 km² und zählte am 1. Januar 2025 nach Angaben des CBS 39.502 Einwohner.
Die Gemeinde liegt an der deutschen Grenze zu Nordrhein-Westfalen. Der größte von 15 Siedlungskernen ist das Dorf Ulft, das Rathaus befindet sich allerdings in Gendringen. Regional bekannt ist der DRU-Industriepark, eine ehemalige Industrieanlage, die heute für Kultur und Bildung genutzt wird.

## Geografie
Oude IJsselstreek hat Anteil an den alten gelderländischen Regionen Achterhoek und Liemers. Ihren Namen hat die Gemeinde vom Fluss Alte Issel (niederländisch Oude IJssel), der das Gemeindegebiet durchfließt und der traditionell als Grenzfluss zwischen Achterhoek und Liemers gilt. Oft wird die Liemers jedoch auch als Teil des Achterhoek gesehen. Das streek im Namen der Gemeinde ist mit dem deutschen Wort „Landstrich“ vergleichbar.
Es handelt sich um eine eher ländliche, ursprünglich katholische Gegend mit vereinzelten Industriegebieten. Das größte Dorf in der Gemeinde ist Ulft mit zehntausend Einwohnern. Weitere Siedlungsschwerpunkte sind Silvolde und Terborg, die allesamt an Fluss Oude IJssel liegen, sowie das weiter entfernte, protestantische Varsseveld im Osten.
Im Süden grenzt die Gemeinde an die deutschen Städte Isselburg, Rees und Emmerich und damit sowohl an den Kreis Borken als auch an den Kreis Kleve.

## Politik
Das Rathaus liegt in Gendringen, Teile der Stadtverwaltung befinden sich in Varsseveld, dem Hauptort der ehemaligen Gemeinde Wisch. Die Sitzungen des Gemeinderates finden seit 2009 üblicherweise im portiersgebouw des DRU-Industrieparks statt.
Thema in der lokalen Politik ist vor allem eine angemessene Reaktion auf die zu erwartende demographische Entwicklung. Als eher ländliche und strukturschwache Gemeinde hat Oude IJsselstreek es schwer, Jugendliche zu halten und Arbeitnehmer anzuziehen.

### Sitzverteilung im Gemeinderat
Im 2022 gewählten Gemeinderat sitzen die Lokalparteien Lokaal Belang GVS (10 Sitze) sowie DorpEnPlattelandBeweging (3), der christdemokratische CDA (3), die sozialdemokratische PvdA (3), die linkssozialistische Lokalpartei Progressief Oude IJsselstreek (2), die rechtsliberale VVD (2), die Lokalpartei Achterhoeks Democratisch Alternatief (1) und die sozialliberale Partei D66 (1). Insgesamt sind es 25 Sitze, entsprechend der Gemeindegröße. Der Gemeinderat wird seit der Gemeindegründung folgendermaßen gebildet:
| Partei                               | Sitze | Sitze | Sitze | Sitze | Sitze |
| Partei                               | 2004  | 2010  | 2014  | 2018  | 2022  |
| ------------------------------------ | ----- | ----- | ----- | ----- | ----- |
| Lokaal Belang                        | 8     | 10    | 9     | 10    | 10    |
| DorpEnPlattelandBeweging a           | –     | –     | –     | –     | 3     |
| CDA                                  | 9     | 7     | 6     | 5     | 3     |
| PvdA                                 | 8     | 5     | 3     | 3     | 3     |
| Progressief Oude IJsselstreek b      | –     | –     | –     | –     | 2     |
| VVD                                  | 2     | 2     | 2     | 3     | 2     |
| Achterhoeks Democratisch Alternatief | –     | –     | –     | –     | 1     |
| D66                                  | –     | 3     | 2     | 1     | 1     |
| SP b                                 | –     | –     | 3     | 3     | –     |
| Gesamt                               | 27    | 27    | 25    | 25    | 25    |

Anmerkungen

### Bürgermeister

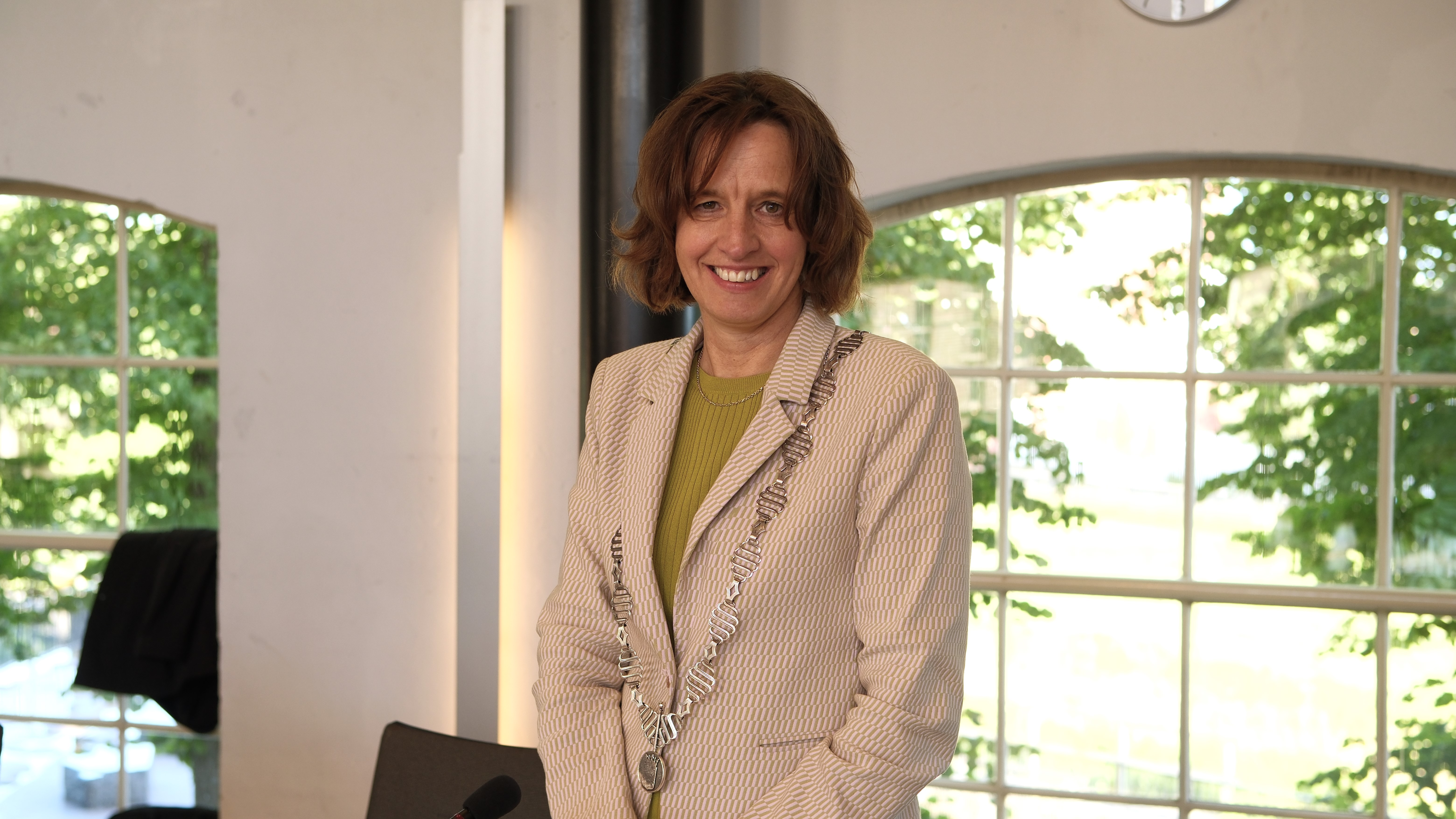
Mirjam Maasdam, waarnemend burgemeester der Gemeinde Oude IJsselstreek

Erster Bürgermeister der neuen Gemeinde war 2005 bis April 2006 (geschäftsführend) Herman Kemperman (CDA). Erster ordentlich ernannter Bürgermeister wurde Hans Alberse (PvdA), der im März 2015 vorzeitig zurücktrat. Von April 2015 bis Juli 2016 war Steven de Vreeze (PvdA) geschäftsführender Bürgermeister. Otwin van Dijk (PvdA) wurde im Juli 2016 ordentlich ernannter Bürgermeister und trat 2024 für eine berufliche Neuorientierung zurück. Anschließend übernahm Mirjam Maasdam-Hoevers (CDA) zwischen dem 7. März 2024 und 19. Juni 2025 kommissarisch das Amt.
Die heutige Bürgermeisterin Laura Werger (VVD) ist seit dem 20. Juni 2025 im Amt. Zu ihrem Kollegium (Magistrat) zählen die Beigeordneten Ben Hiddinga (Lokaal Belang), Ria Ankersmit (Lokaal Belang), Janine Kock (CDA), John Haverdil (PvdA) und Marco Bennink (Lokaal Belang). Gemeindesekretär ist Ron Frerix.

## Einteilung
In Oude IJsselstreek befinden sich
- die Kleinstadt Terborg,

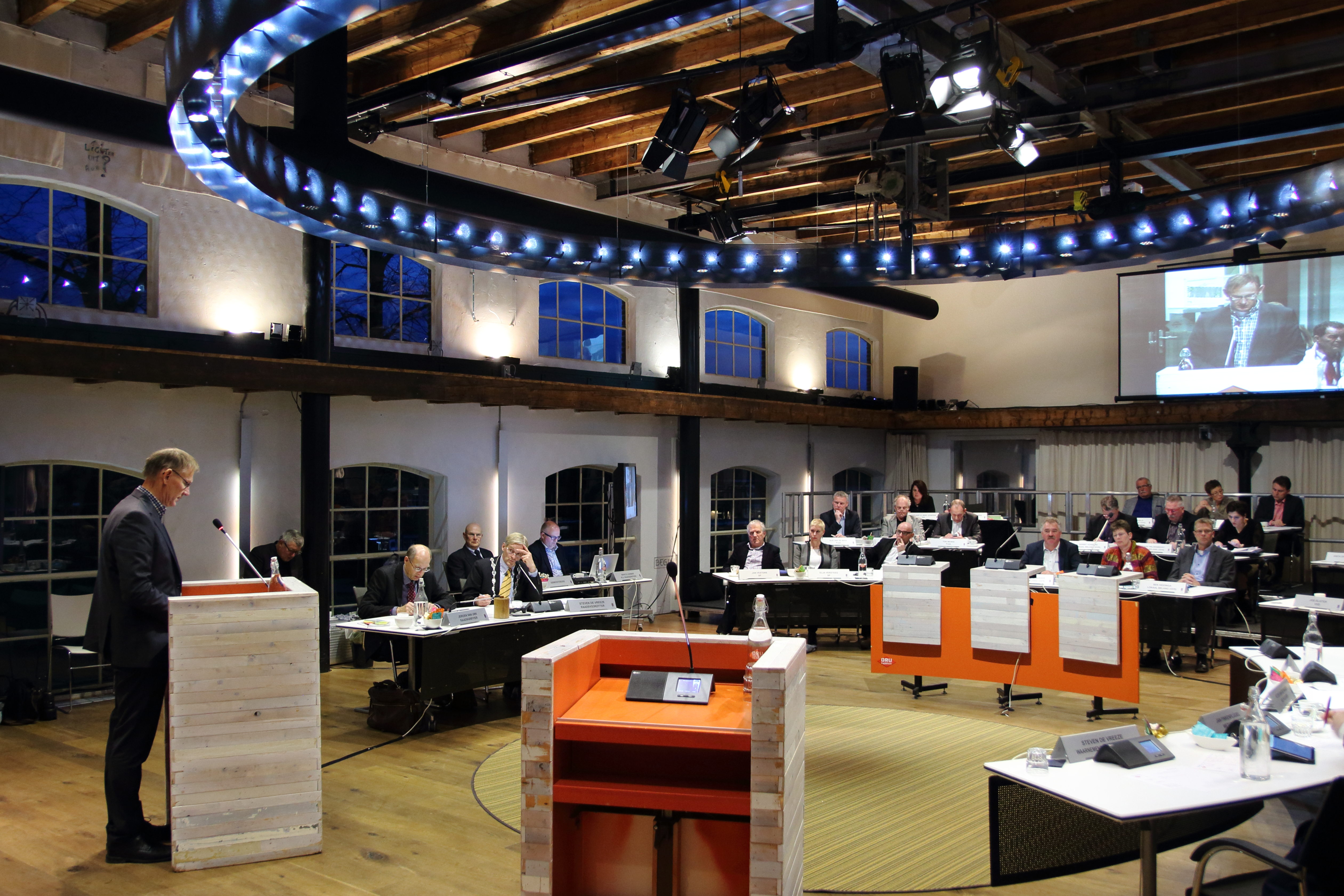
Bei einer Sitzung des Gemeinderats in der DRU Cultuurfabriek, 2015

- die Dörfer Bontebrug, Breedenbroek, Etten, Gendringen, Megchelen, Netterden, Silvolde, Sinderen, Ulft, Varsselder, Varsseveld und Westendorp
- sowie die Gemeinden und Ortschaften Heelweg, Veldhunten, Voorst und Warm.

## Personen
- Lodewijk van der Berg (* 1964), Kriminalautor
- Henry Lot (1822–1878), Landschaftsmaler
- Anthony Christiaan Winand Staring (1767–1840), Politiker und Dichter

## Kultur

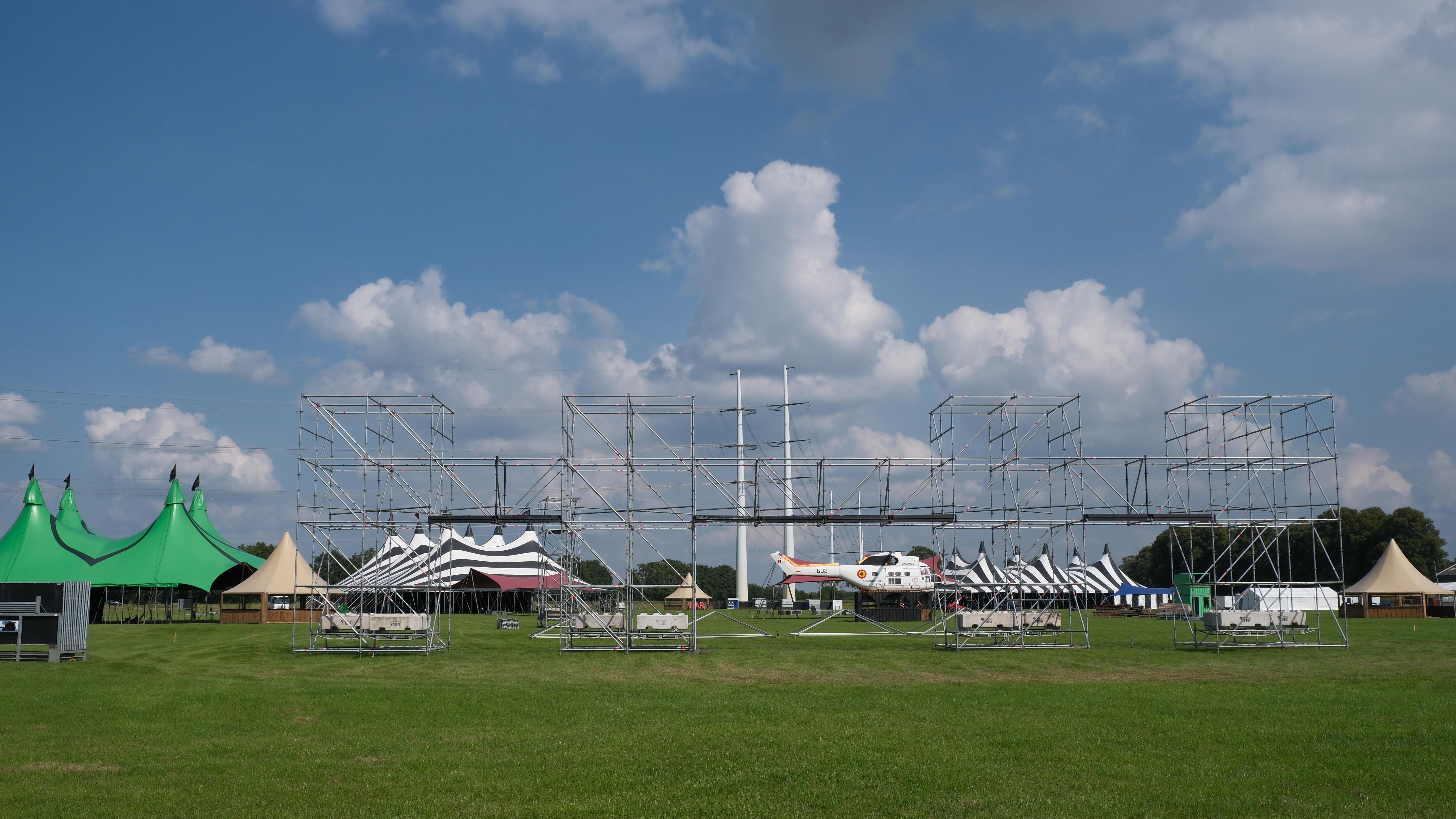
Gelände für das alljährliche Musikfestival "Huntenpop", bei der DRU Ulft

Die Gemeinde ist Mitglied im Ring der Europäischen Schmiedestädte, der sich zum Ziel gesetzt hat, die regionale Vielfalt des Schmiedehandwerks und der Metallgestaltung in der globalen Einheit Europas auf allen Ebenen zu fördern.
Durch die Gemeinde geht die Skulpturenroute Oerkracht (Urkraft). Dieser Name ist ein Wortspiel. Das niederländische Wort oer bedeutet Raseneisenerz, das hier bis etwa 1900 gewonnen und verarbeitet wurde, entspricht aber auch dem deutschen Präfix ur-.
Über hundert Jahre lang war Ulft einer der wenigen Orte in den Niederlanden, an dem Eisenerz gewonnen und verarbeitet wurde. Das Gelände und mehrere Gebäude der Firma DRU wurden um das Jahr 2009 neuen Bestimmungen zugeführt. Außer für Wohnraum nutzt man den DRU Industriepark nun für kulturelle, soziale und Bildungsangebote. Der wichtigste Teil des Komplexes heißt DRU Cultuurfabriek mit dem ehemaligen Portiersgebouw (Pförtnerhaus) als Hauptgebäude. Dies ersetzt frühere Angebote aus dem mittlerweile abgerissenen Kulturzentrum De Smeltkroes im Dorfzentrum von Ulft.

## Städtepartnerschaft
- Kamnik, Slowenien
- Pratovecchio Stia, Toskana, Italien
- Boukombé, im westafrikanischen Benin, seit 1999/2005

## Bilder

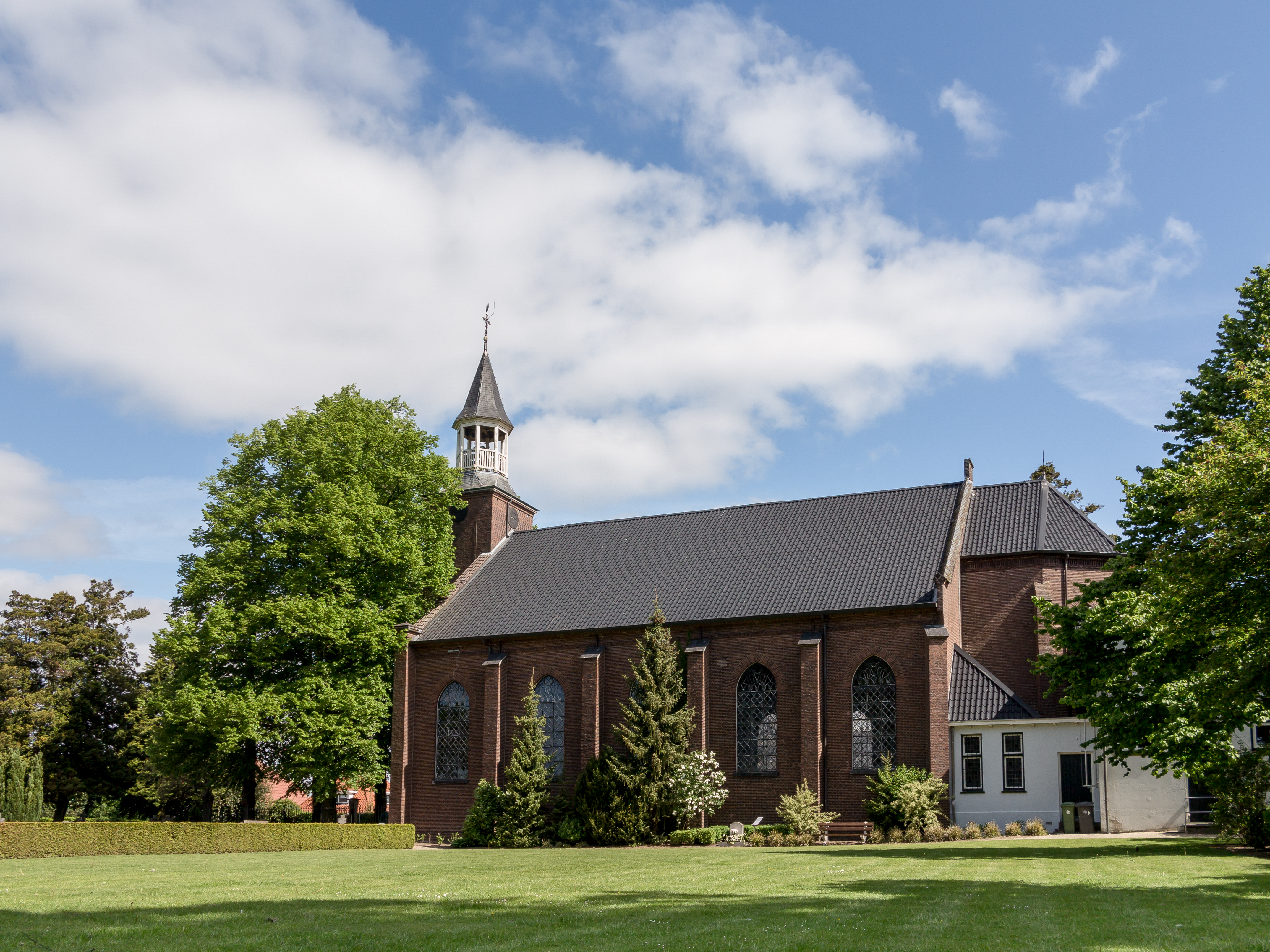
Katholische Kirche (St. Peter und Paul), Breedenbroek
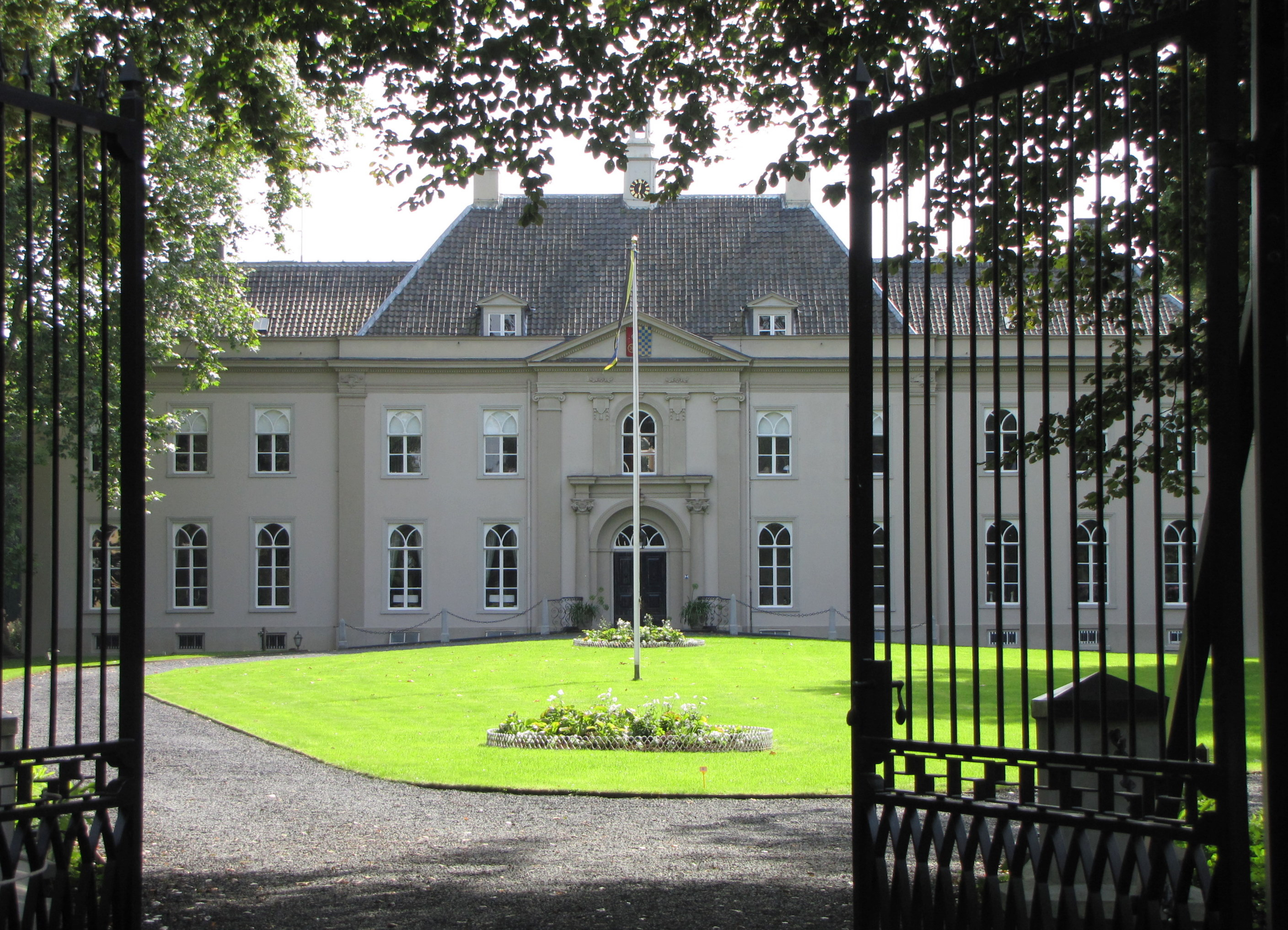
Huis Landfort, bei Megchelen
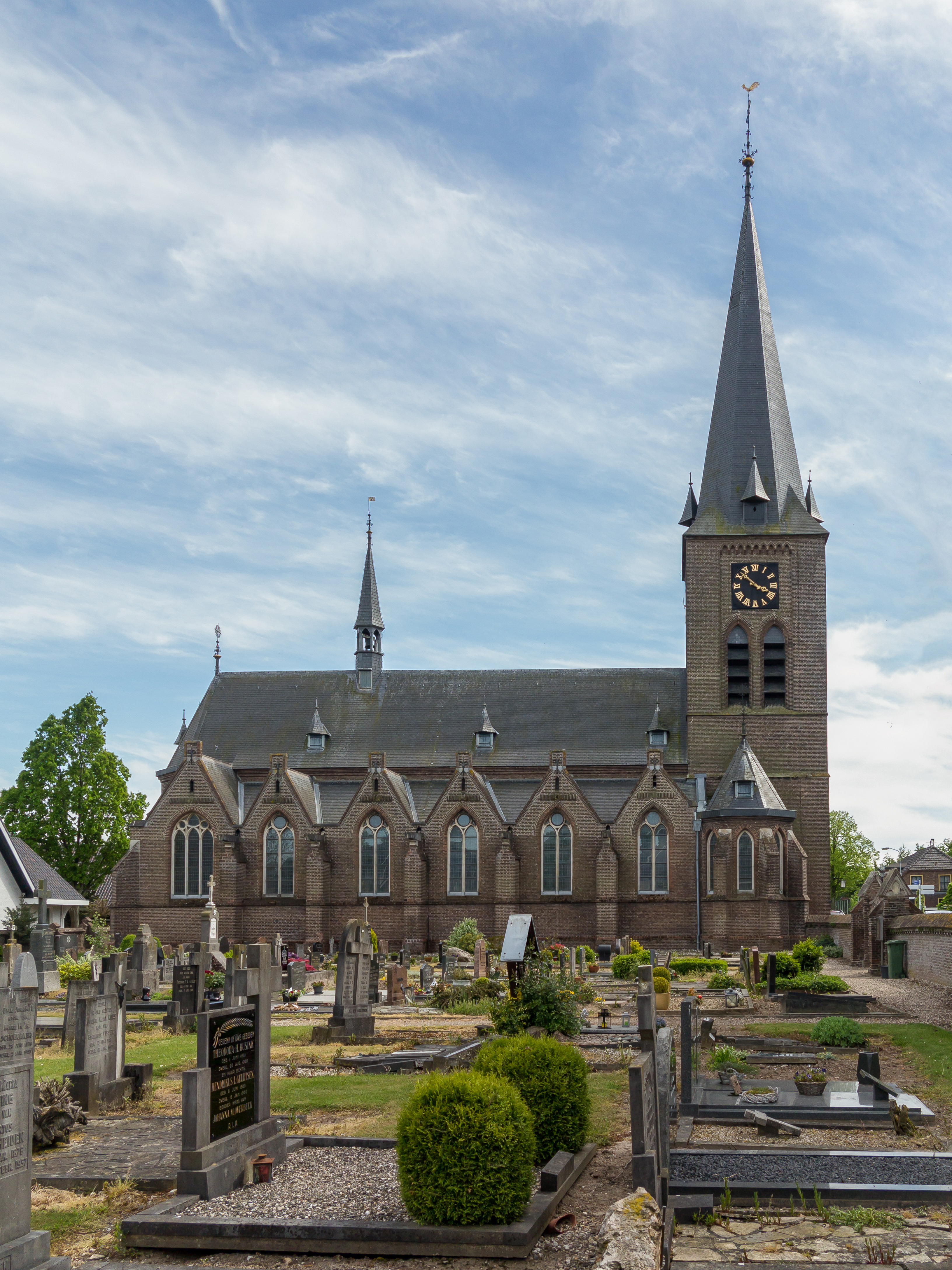
St. Walburga, Netterden
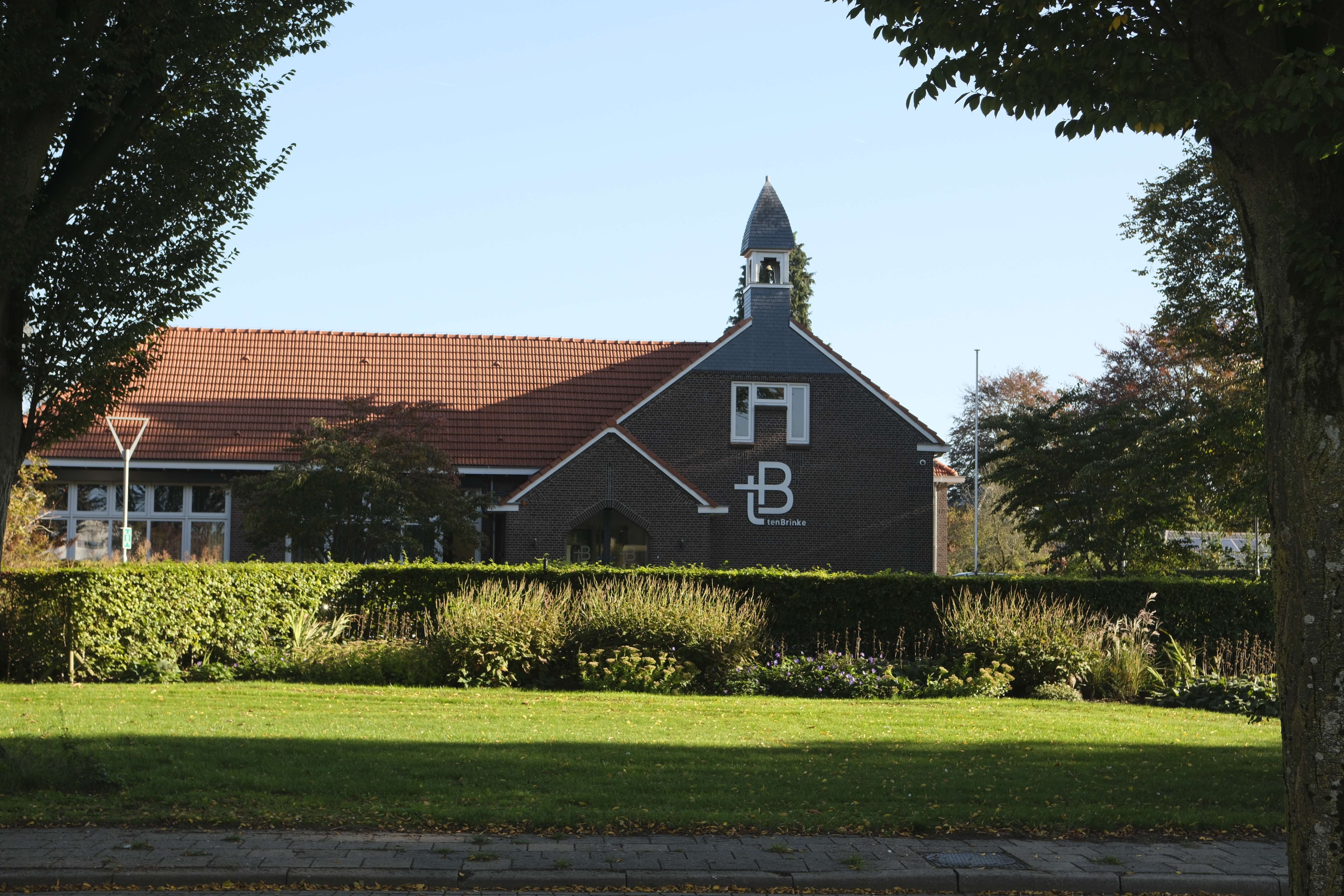
Ehemalige Wilhelmina-schule, Varsseveld
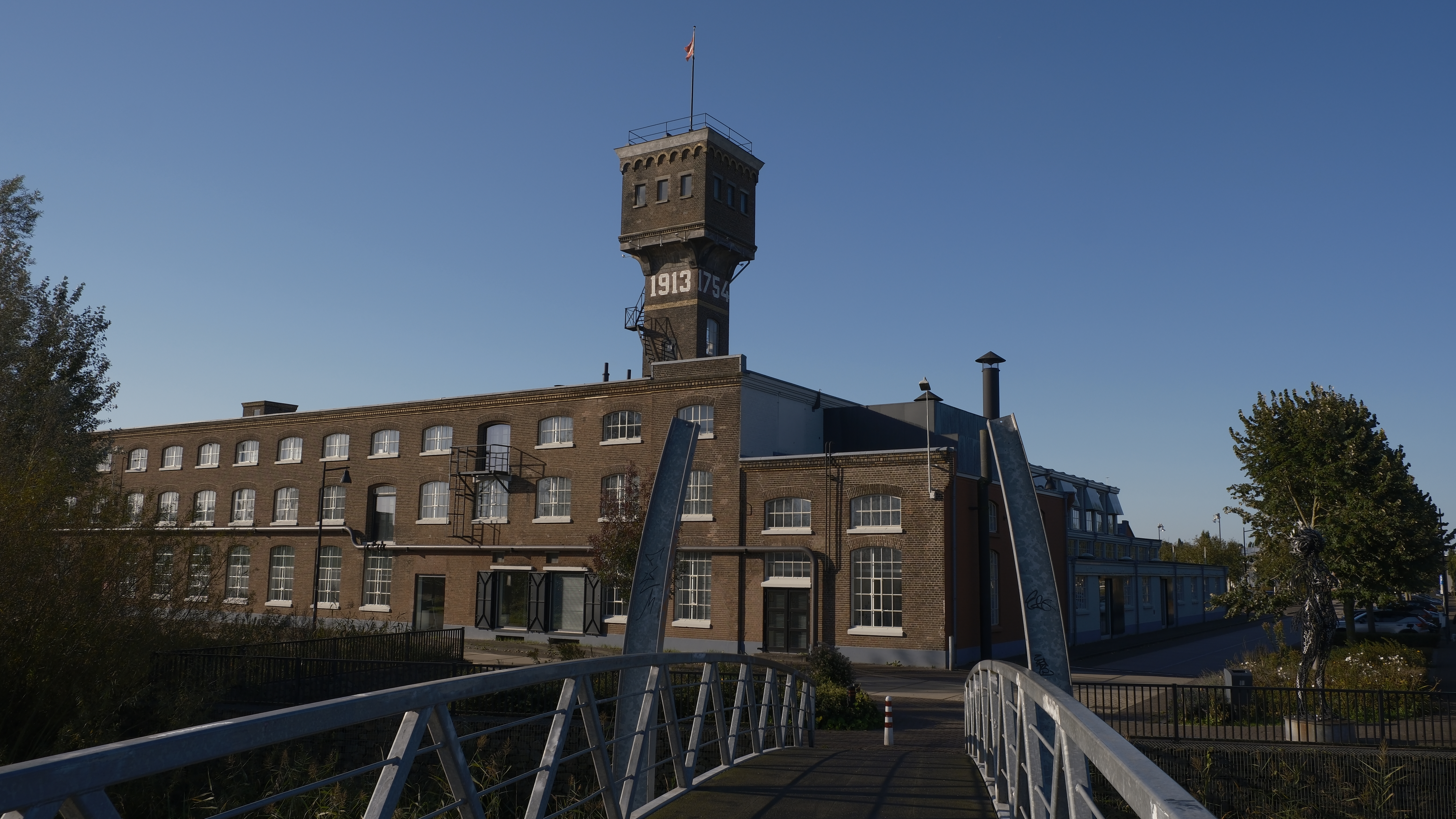
Wasserturm des Beltmancomplex, DRU-Industriepark
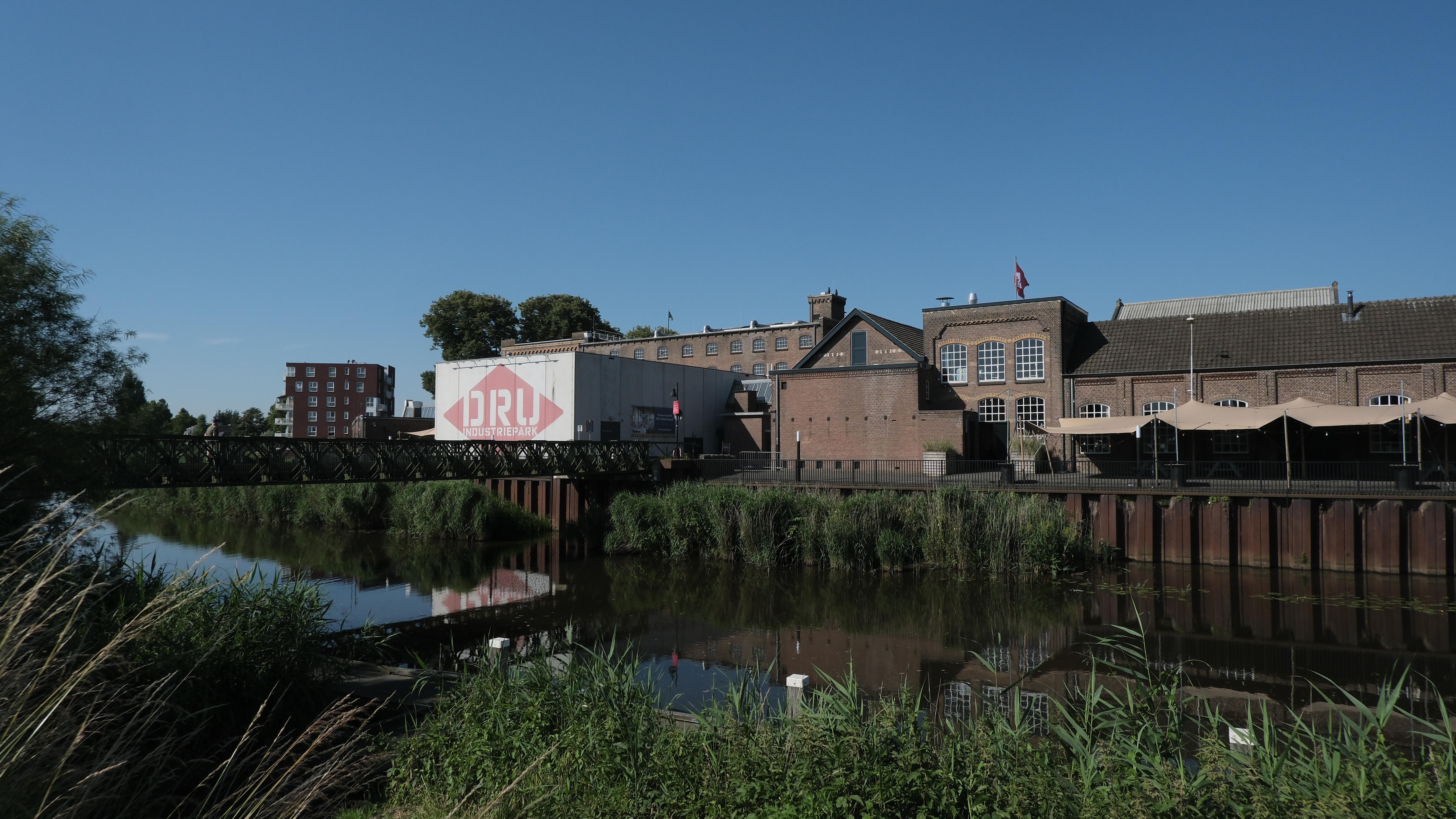
DRU-Industriepark mit Oude IJssel
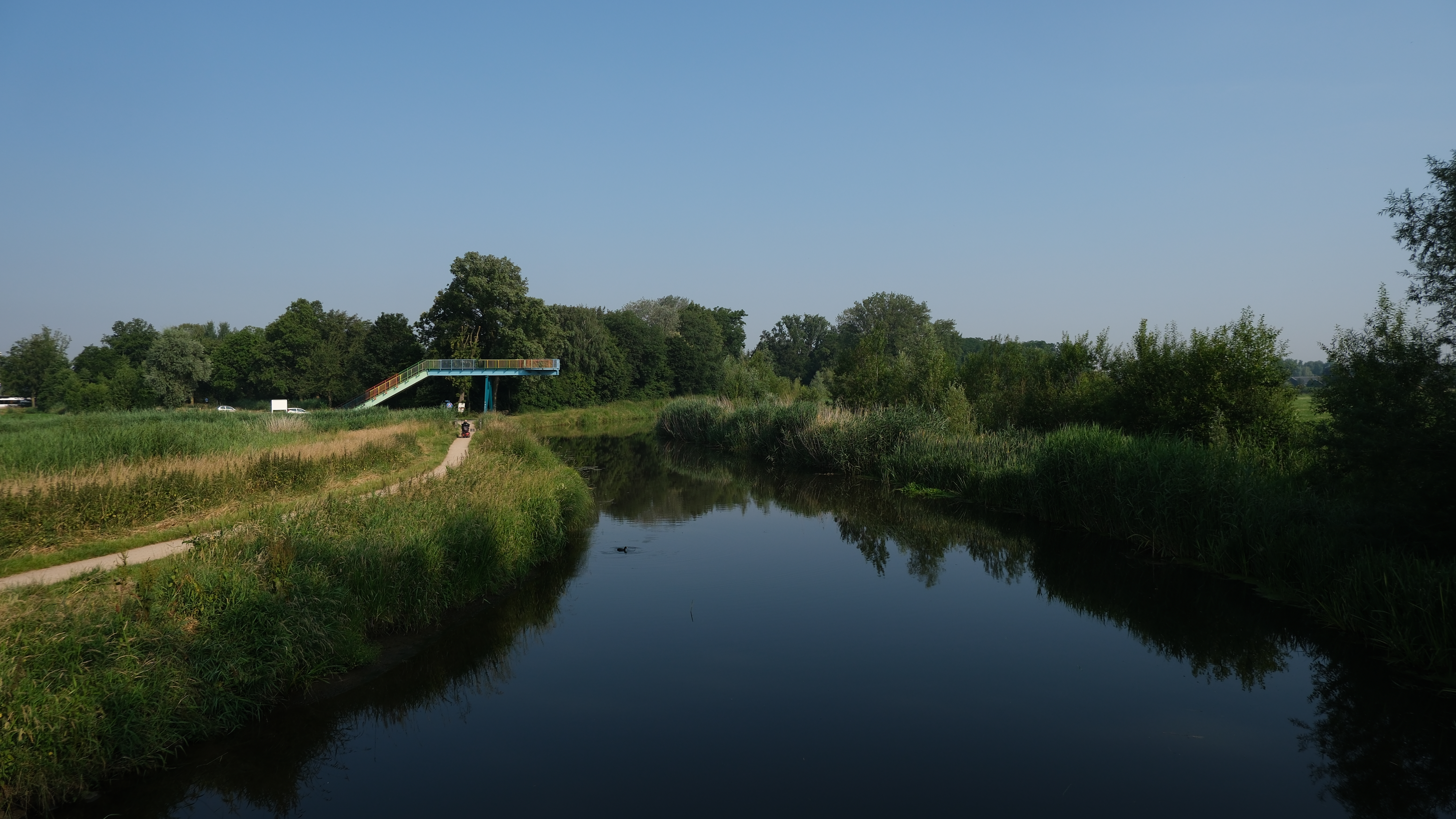
Engbergen, Aussichts-plattform "Crossing"
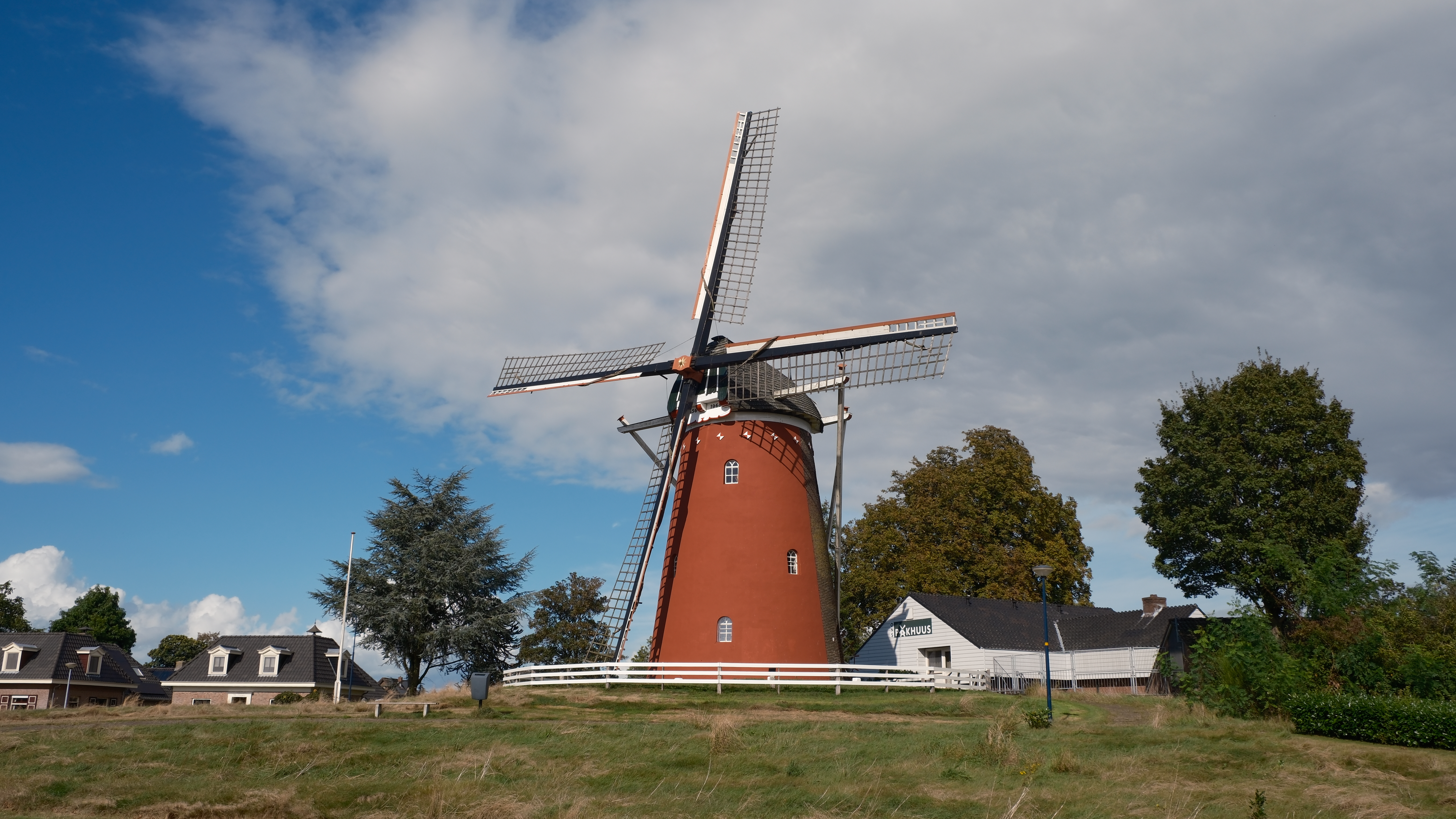
Gerritsens Molen in Silvolde
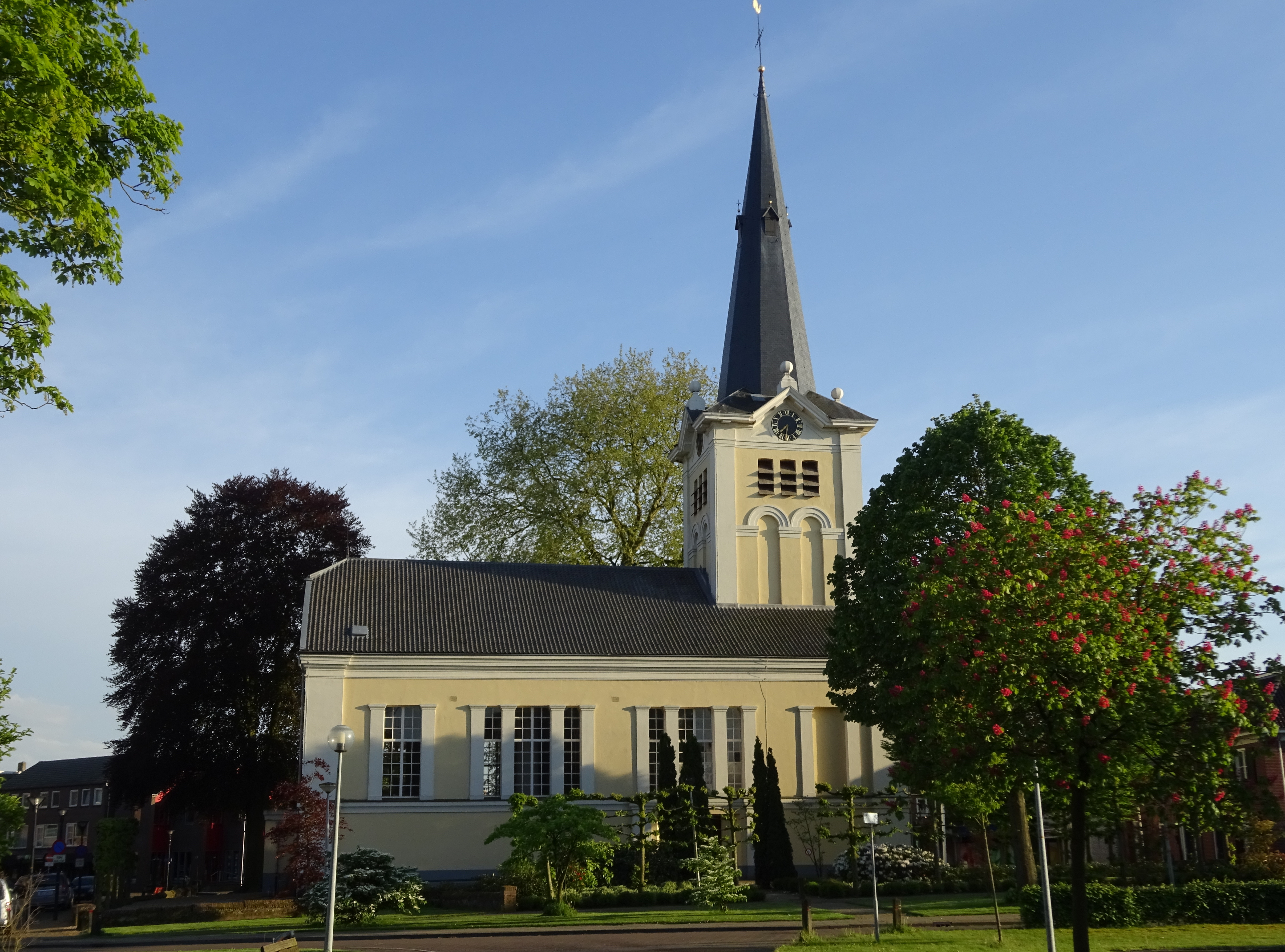
St. Maartenskerk, Gendringen
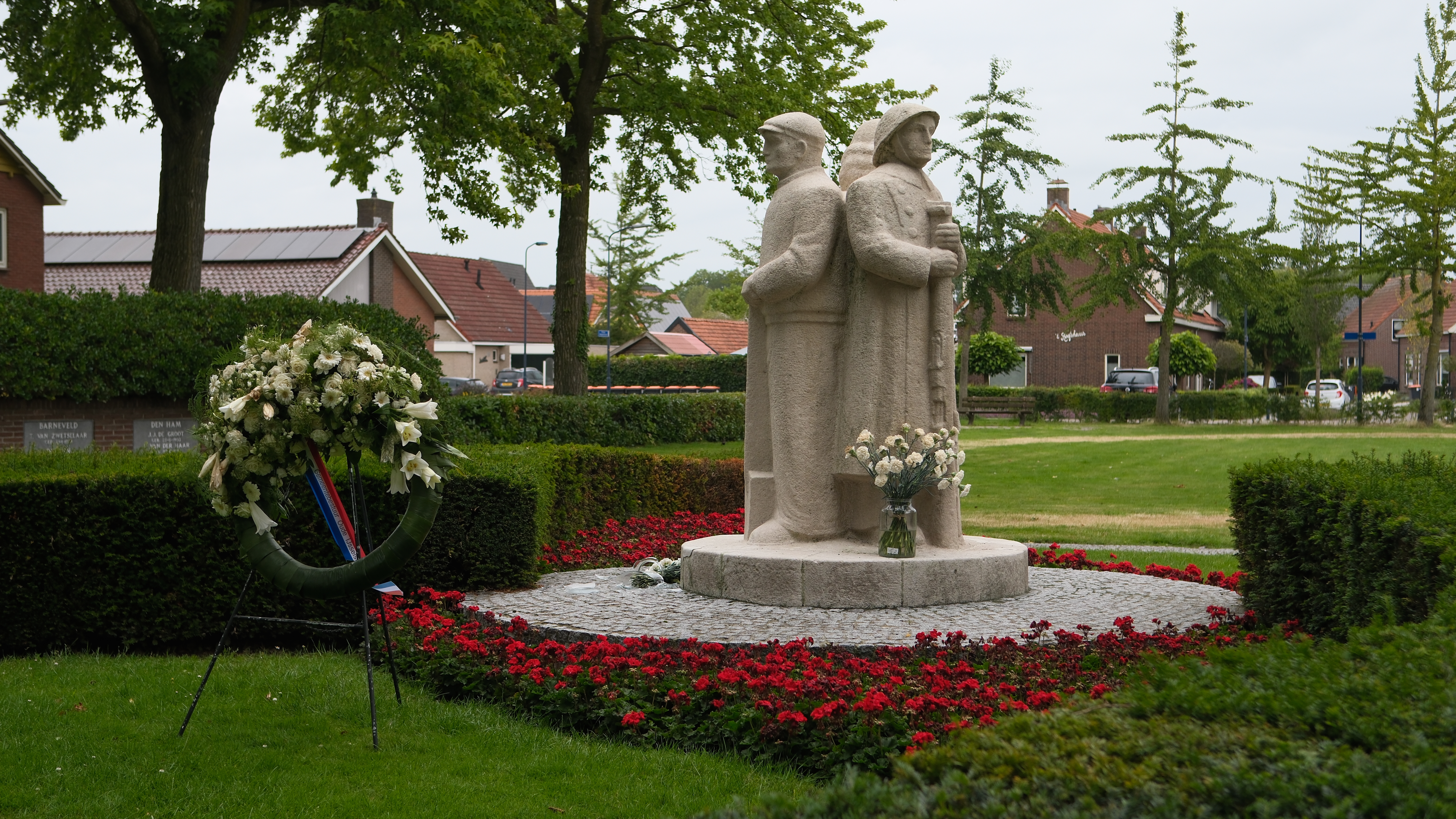
Kriegsdenkmal in Varsseveld